# Eusebio Quintero López
Eusebio Quintero López (Vijes, 6 marzo 1910 – Vijes, 16 luglio 2023) è stato un supercentenario colombiano che risulta essere stato la persona colombiana più longeva dal 30 luglio 2022, con la morte a 114 anni e 351 giorni di Sofía Rojas, fino al suo stesso decesso. Occupa inoltre la diciassettesima posizione degli uomini più longevi di tutti i tempi a livello mondiale, la cui età sia stata accertata.

## Biografia
Eusebio Quintero López nacque a Vijes, nel dipartimento di Valle del Cauca, il 6 marzo 1910. Lavorò come fabbro e sposò Melida Barco, dalla quale ebbe sei figli. Rimase vedovo nel 1962.
Il 6 marzo 2020 compì 110 anni, divenendo supercentenario, mentre il 17 giugno 2021 batté il record di longevità maschile della Colombia, precedentemente detenuto da Daniel Guzmán García, deceduto nel 2008 a 111 anni e 105 giorni. All'età di 113 anni, Quintero López era ancora in grado di camminare con l'aiuto di un deambulatore.
Al momento della sua morte, avvenuta il 16 luglio 2023 all'età di 113 anni e 132 giorni, era il secondo uomo vivente più anziano del mondo, dopo il venezuelano Juan Vicente Pérez Mora (nato il 27 maggio 1909). Con il decesso di Quintero López, l'uomo vivente più anziano della Colombia e il secondo uomo vivente più longevo del mondo divenne Efraín Antonio Ríos García (nato il 4 aprile 1910). Lo stesso Ríos García, il 15 agosto 2023, raggiunse l'età di 113 anni e 133 giorni, diventando la persona di sesso maschile più longeva della storia colombiana, facendo scendere Quintero López al secondo posto in questa classifica.